# Bangladeschische Fußballnationalmannschaft
Die bangladeschische Fußballnationalmannschaft (bengalisch বাংলাদেশ জাতীয় ফুটবল দল Bānlādēśa jātīẏa phuṭabala dala) ist die Nationalmannschaft des südasiatischen Staates Bangladesch.
Bangladesch ist es bisher noch nicht gelungen, sich für eine Weltmeisterschaftsendrunde zu qualifizieren. Für die Asienmeisterschaft 1980 konnte sich Bangladesch qualifizieren, schloss die Vorrunde aber ohne Punktgewinn als Tabellenletzter ab.

## Weltmeisterschaften
- 1930 bis 1982 – nicht teilgenommen
- 1986 bis 2026 – nicht qualifiziert

## Asienmeisterschaften
- 1956 bis 1976 – nicht teilgenommen
- 1980 – Vorrunde
- 1984 bis 1992 nicht qualifiziert
- 1996 – zurückgezogen
- 2000 bis 2024 – nicht qualifiziert

## Südasienmeisterschaften
- 1993 – nicht teilgenommen
- 1995 – Halbfinale
- 1997 – Vorrunde
- 1999 – Zweiter
- 2003 – Südasienmeister
- 2005 – Zweiter
- 2008 – Vorrunde
- 2009 – Halbfinale
- 2011 – Vorrunde
- 2013 – Vorrunde
- 2015 – Vorrunde
- 2018 – Vorrunde
- 2021 – Vorrunde
- 2023 – Halbfinale

## AFC Challenge Cup
- 2006 – Viertelfinale
- 2008 – nicht qualifiziert
- 2010 – Vorrunde
- 2012 – nicht qualifiziert
- 2014 – nicht qualifiziert

## AFC Solidarity Cup
- 2016 – zurückgezogen

## Trainer
- Abdur Rahim (1975–1978)
- Warner Beckenhoft (1978–1980)
- Gerd Schmidt (1982)
- Kazi Salahuddin (1985–1988)
- Nasser Hejazi (1989)
- Oldrich Svab (1993)
- Kang Man-young (1994)
- Otto Pfister (1995–1997)
- Samir Shaker (1998–1999)
- Mark Harrison (2000)
- György Kottán (2000–2003)
- Andrés Cruciani (2005–2007)
- Syed Nayeemuddin (2007–2008)
- Abu Yusuf (2008)
- Shafiqul Islam Manik (2008)
- Dido (2009)
- Zoran Đorđević (2010)
- Saiful Bari Titu (2010, 2012, 2014–2015)
- Robert Rubčić (2010–2011)
- Nikola Ilievski (2011)
- Lodewijk de Kruif (2013–2014, 2015, 2016)
- Fabio Lopez (2015)
- Maruful Haque (2015–2016)
- Gonzalo Sanchez Moreno (2016)
- Tom Saintfiet (2016)
- Andrew Ord (2017–2018)
- Jamie Day (2018–2021)
- Óscar Bruzón (2021)
- Mário Lemos (2021)
- Javier Cabrera (seit 2022)